# A 67-a ediție a Premiilor Globul de Aur
A 67-a ediție a Premiilor Globul de Aur a avut loc la 17 ianuarie 2010 la Hotelul Beverly Hilton din Beverly Hills, California pe canalul NBC. S-au acordat premii pentru cele mai bune filme din 2009 și cele mai bune emisiuni americane de televiziune din 2009. Ceremonia a fost produsă de Dick Clark Productions în colaborare cu  Hollywood Foreign Press Association. Martin Scorsese a primit Premiul Cecil B. DeMille pentru întreaga carieră.
Ricky Gervais a fost gazda emisiunii  care a fost transmisă în direct pentru prima oară.
Nominalizările au fost anunțate la 15 decembrie 2009. Dintre filme,    Up in the Air  a avut șase nominalizări (cele mai multe), urmat de    Nine cu  cinci și  Avatar și  Inglourious Basterds cu  patru nominalizări fiecare. Matt Damon, Sandra Bullock, Meryl Streep și  Anna Paquinau avut fiecare câte două nominalizări.Programele de televiziune cu mai multe nominalizări  Glee, Dexter, Damages, Mad Men, House  și  30 Rock.
Avatar, Up și  Crazy Heart au câștigat cele mai multe premii, câte două fiecare.

## Câștigători și nominalizări

### Cinema
| Cel mai bun film | Cel mai bun film |
| Dramă | Muzical sau Comedie |
| --- | --- |
| - Avatar - The Hurt Locker - Inglourious Basterds - Precious - Up in the Air | - The Hangover - (500) Days of Summer - It's Complicated - Julie & Julia - Nine |
| Cea mai bună interpretare (dramă) | |
| Actor | Actriță |
| - Jeff Bridges – Crazy Heart ca Otis "Bad" Blake - George Clooney – Up in the Air ca Ryan Bingham - Colin Firth – A Single Man ca George Falconer - Morgan Freeman – Invictus ca Nelson Mandela - Tobey Maguire – Brothers - Capt. Sam Cahill                            | - Sandra Bullock – The Blind Side ca Leigh Anne Tuohy - Emily Blunt – The Young Victoria - Queen Victoria - Helen Mirren – The Last Station - Sophia Tolstaya - Carey Mulligan – An Education - Jenny Miller - Gabourey Sidibe – Precious - Claireece "Precious" Jones |
| Cea mai bună interpretare (muzical/comedie) | |
| Actor | Actriță |
| - Robert Downey Jr. – Sherlock Holmes as Sherlock Holmes - Matt Damon – The Informant! as Mark Whitacre - Daniel Day-Lewis – Nine as Guido Contini - Joseph Gordon-Levitt – (500) Days of Summer as Tom Hansen - Michael Stuhlbarg – A Serious Man as Larry Gopnik       | - Meryl Streep – Julie & Julia as Julia Child - Sandra Bullock – The Proposal as Margaret Tate - Marion Cotillard – Nine as Luisa Contini - Julia Roberts – Duplicity as Claire Stenwick - Meryl Streep – It's Complicated as Jane Adler                               |
| Cea mai bună interpretare în rol secundar | |
| Actor în rol secundar | Actriță în rol secundar |
| - Christoph Waltz – Inglourious Basterds as Col. Hans Landa - Matt Damon – Invictus as François Pienaar - Woody Harrelson – The Messenger as Cpt. Tony Stone - Christopher Plummer – The Last Station as Leo Tolstoy - Stanley Tucci – The Lovely Bones as George Harvey | - Mo'Nique – Precious as Mary Lee Johnston - Penélope Cruz – Nine as Carla Albanese - Vera Farmiga – Up in the Air as Alex Goran - Anna Kendrick – Up in the Air as Natalie Keener - Julianne Moore – A Single Man as Charley                                          |
| Altele | |
| Cel mai bun regizor | Cel mai bun scenariu |
| - James Cameron – Avatar - Kathryn Bigelow – The Hurt Locker - Clint Eastwood – Invictus - Jason Reitman – Up in the Air - Quentin Tarantino – Inglourious Basterds | - Jason Reitman, Sheldon Turner – Up in the Air - Neill Blomkamp and Terri Tatchell – District 9 - Mark Boal – The Hurt Locker - Nancy Meyers – It's Complicated - Quentin Tarantino – Inglourious Basterds                                                            |
| Cea mai bună coloană sonoră | Cea mai bună melodie originală |
| - Michael Giacchino – Up - Marvin Hamlisch – The Informant! - James Horner – Avatar - Abel Korzeniowski – A Single Man - Karen O and Carter Burwell – Where the Wild Things Are                                                                                          | - "The Weary Kind" – Crazy Heart - "Cinema Italiano" – Nine - "I See You" – Avatar - "(I Want to) Come Home" – Everybody's Fine - "Winter" – Brothers |
| Cel mai bun film de animație | Cel mai bun film străin |
| - Up - Cloudy with a Chance of Meatballs - Coraline - Fantastic Mr. Fox - The Princess and the Frog | - The White Ribbon • Germania - Baarìa • Italia - Broken Embraces • Spania - The Maid • Chile - A Prophet • Franța |

### Filme cu mai multe nominalizări
- 6 nominalizări : Up in the Air
- 5 nominalizări : Nine
- 4 nominalizări : Avatar, Inglourious Basterds
- 3 nominalizări : The Hurt Locker, It's Complicated, Invictus, Precious, A Single Man
- 2 nominalizări : (500) Days of Summer, Brothers, Crazy Heart, The Informant!, Julie & Julia, The Last Station, Up

### Filme care au câștigat mai multe premii
- 2 premii : Avatar, Up, Crazy Heart
- 1 premiu : Up In The Air, The Hangover, Precious, Julie & Julia, The Blind Side, Inglourious Basterds, Sherlock Holmes, The White Ribbon

### Televiziune
| Cel mai bun serial TV | Cel mai bun serial TV |
| Dramă | Muzical/comedie |
| --- | --- |
| - Mad Men - Big Love - Dexter - House - True Blood | - Glee - 30 Rock - Entourage - Modern Family - The Office |
| Cea mai bună interpretare într-un serial TV – Dramă | |
| Actor | Actriță |
| - Michael C. Hall – Dexter as Dexter Morgan - Simon Baker – The Mentalist as Patrick Jane - Jon Hamm – Mad Men as Don Draper - Hugh Laurie – House as Dr. Gregory House - Bill Paxton – Big Love as Bill Henrickson                                                             | - Julianna Margulies – The Good Wife as Alicia Florrick - Glenn Close – Damages as Patty Hewes - January Jones – Mad Men as Betty Draper - Anna Paquin – True Blood as Sookie Stackhouse - Kyra Sedgwick – The Closer as Brenda Leigh Johnson                                                         |
| Cea mai bună interpretare într-un serial TV – Comedie/muzical | |
| Actor | Actriță |
| - Alec Baldwin – 30 Rock as Jack Donaghy - Steve Carell – The Office as Michael Scott - David Duchovny – Californication as Hank Moody - Thomas Jane – Hung as Ray Drecker - Matthew Morrison – Glee as Will Schuester                                                          | - Toni Collette – United States of Tara as Tara Gregson - Courteney Cox – Cougar Town as Jules Cobb - Edie Falco – Nurse Jackie as Jackie Peyton - Tina Fey – 30 Rock as Liz Lemon - Lea Michele – Glee as Rachel Berry                                                                               |
| Cea mai bună interpretare într-o miniserie sau film de televiziune | |
| Actor | Actriță |
| - Kevin Bacon – Taking Chance as Col. Michael Strobl - Kenneth Branagh – Wallander: One Step Behind as Kurt Wallander - Chiwetel Ejiofor – Endgame as Thabo Mbeki - Brendan Gleeson – Into the Storm as Winston Churchill - Jeremy Irons – Georgia O'Keeffe as Alfred Stieglitz | - Drew Barrymore – Grey Gardens as Edith Bouvier Beale - Joan Allen – Georgia O'Keeffe as Georgia O'Keeffe - Jessica Lange – Grey Gardens as Edith Ewing Bouvier Beale - Anna Paquin – The Courageous Heart of Irena Sendler as Irena Sendler - Sigourney Weaver – Prayers for Bobby as Mary Griffith |
| Cea mai bună interpretare în rol secundar într-o miniserie sau film de televiziune | |
| Actor în rol secundar | Actriță în rol secundar |
| - John Lithgow – Dexter as Arthur Mitchell - Michael Emerson – Lost as Ben Linus - Neil Patrick Harris – How I Met Your Mother as Barney Stinson - William Hurt – Damages as Daniel Purcell - Jeremy Piven – Entourage as Ari Gold                                              | - Chloë Sevigny – Big Love as Nicki Grant - Jane Lynch – Glee as Sue Sylvester - Jane Adams – Hung as Tanya Skagle - Rose Byrne – Damages as Ellen Parsons - Janet McTeer – Into the Storm as Clementine Churchill                                                                                    |
| Cea mai bună miniserie sau film TV | |
| - Grey Gardens - Georgia O'Keeffe - Into the Storm - Little Dorrit - Taking Chance | |

### Seriale TV cu mai multe nominalizări
- 4 nominalizări : Glee
- 3 nominalizări : 30 Rock, Big Love, Damages, Dexter, Georgia O'Keeffe, Grey Gardens, Into the Storm, Mad Men
- 2 nominalizări : Entourage, House, Hung, The Office, Taking Chance, True Blood

### Seriale TV cu mai multe premii
- 2 premii: Dexter, Grey Gardens
- 1 premiu: Big Love, Taking Chance, 30 Rock, Glee, Mad Men, The Good Wife, The United States of Tara

## Prezentatori
- Amy Adams
- Christina Aguilera
- Jennifer Aniston
- Justin Bartha
- Kristen Bell
- Halle Berry
- Josh Brolin
- Gerard Butler
- Cher
- Bradley Cooper
- Chace Crawford
- Robert De Niro
- Cameron Diaz
- Leonardo DiCaprio
- Colin Farrell
- Harrison Ford
- Jodie Foster
- Matthew Fox
- Jennifer Garner
- Maggie Gyllenhaal
- Mel Gibson
- Lauren Graham
- Tom Hanks
- Neil Patrick Harris
- Sally Hawkins
- Ed Helms
- Kate Hudson
- Felicity Huffman
- Samuel L. Jackson
- Nicole Kidman
- Jane Krakowski
- Ashton Kutcher
- Taylor Lautner
- Zachary Levi
- Sophia Loren
- Paul McCartney
- Helen Mirren
- Jim Parsons
- Amy Poehler
- Julia Roberts
- Mickey Rourke
- Zoe Saldana
- Arnold Schwarzenegger
- Steven Spielberg
- Kiefer Sutherland
- Mike Tyson
- Sofía Vergara
- Olivia Wilde
- Kate Winslet
- Reese Witherspoon
- Sam Worthington